# Pálfalvi Gábor (újságíró)
Pálfalvi Gábor (Győr, 1952. május 17. –) sportújságíró.

## Tanulmányai
- Magyar Testnevelési Egyetem: sportszervezői, tanári főiskolai diploma, labdarúgóedző
- Bálint György Újságíró Újságírói Akadémia, belpolitikai szak: újságírói diploma
- Berzsenyi Dániel Tanárképző Főiskola: népművelői diploma
- Külgazdasági Akadémia: felsőfokú marketing- és reklámmenedzser-diploma
- UEFA „B" edzői diploma
- Anyanyelvén kívül angolul beszél.

## Szakmai pálya
- Magyar Rádió Sportszerkesztősége: szerkesztő-riporter
- Foci c. országos futball hetilap: rovatvezető
- Magyar Televízió Ablak c. szerkesztősége: szerkesztő riporter
- Magyar Hírlap szerkesztősége: sportszerkesztőség vezető
- Népszabadság regionális melléklete: munkatárs
- 2002-től: Rádió Szombathely Kft. ügyvezető igazgatója

## Sportvezetőként
- Magyar Újságírók Országos Szövetség tagja
- Nemzetközi Sportújságíró Szövetség A.I.P.S tagja
- Magyar Labdarúgó Szövetség Utánpótlás Bizottság tagja, később alelnök
- Magyar Labdarúgó Szövetség Versenybizottsága tagja
- Ovifoci Club Győr gyermek klub alapítója és társadalmi elnöke

## Sikerei, díjai
- Magyar Rádió „Kiváló Munkáért" kitüntetés
- Nívódíj-Magyar Rádió barcelonai olimpia műsorainak szerkesztője
- Ezüstgerely országos pályázat-sportirodalmi kategória: Bronz diploma (Sérült vándor..., Borkai Zsolt olimpiai bajnok tornász életútja)
- Diáksportért Aranyérem és diploma
- Győr-Moson-Sopron Megye Labdarúgásáért kitüntetés

## Írásai
- Futball-láz a magyar bajnok Rába ETO és a Verebes sztori – 1984. Sportpropaganda
- Idegenlégiósok – huszonnégy magyar labdarúgó külföldön – 1985. Sportpropaganda
- Életre-halálra? – sportolók , akiket megérintett a halál szele – 1988. HungariaSport
- Sérült vándor – Borkai Zsolt Szöul olimpia bajnok portréja – 1990. Gordiusz Kiadó
- A futballkirály – Marco-Van Basten pályafutása – 1993. Kornétás Kiadó, ISBN 963-784-318-3
- Az aranysípos Puhl (Kornétás Kiadó – 1994) ISBN 963-7843-23-X
- Kamera – A világ egyik legkiválóbb vezérevezős kajakosa, egy háromszoros olimpiai bajnok pályafutása (Palatia Kiadó, 2019)[1]